# Rudkøbing
Rudkøbing est la principale ville de l'île et de la commune de  Langeland, au Danemark. C'est un port relié par ferry à Ærø (Marstal) et Strynø.
C'est la ville natale du physicien Hans Christian Ørsted, 1777-1851.
C'est également la ville natale de l'acteur Nikolaj Coster-Waldau, qui est connu pour jouer le personnage de Jaime Lannister dans la célèbre série de HBO, Game of Thrones.